# Wassil Chamutouski
Wassil Chamutouski (belarussisch Васіль Хамутоўскі, engl. Transkription Vasil Chamutowski, auch russisch Василий Иосифович Хомутовский – Wassili Iossifowitsch Chomutowski – Vasiliy Khomutovskiy; * 30. August 1978 in Minsk, BSSR) ist ein ehemaliger belarussischer Fußballtorhüter.

## Vereinskarriere
Chamutouski begann als Jugendlicher bei Smena Minsk, einem belarussischen Drittligisten. Seit 1996 wechselte er mehrmals den Verein und spielt zunächst bei Ataka Minsk und BATE Baryssau, von wo er zweimal an Smena Minsk ausgeliehen wurde. Nachdem er im Jahre 2000 kurze Zeit bei Torpedo Minsk verbracht hatte, ging er das erste Mal nach Deutschland in die 2. Bundesliga, zum SV Waldhof Mannheim. Hier hatte er seinen ersten Einsatz am 20. November 2000, als er beim 3:3 in Saarbrücken in der 90. Minute für Stammtorhüter Achim Hollerieth eingewechselt wurde. Seinen einzigen Einsatz über 90 Minuten für die Waldhöfer hatte er bei der 0:1-Niederlage am 2. Februar 2001 in Nürnberg, bei der er lediglich einen Treffer von Jacek Krzynówek zuließ.
2001 wechselte er zu Dynamo Moskau, bei dem er in der ersten und zweiten Mannschaft Spielpraxis sammelte. Ein Jahr später schloss er sich dem russischen Zweitligisten FK Wolgar-Gasprom Astrachan an, bei dem er aber nur einige Monate blieb. Über Metalist Charkiw kam er 2003 zu Steaua Bukarest. Bei dem rumänischen Spitzenklub avancierte er zum Stammspieler, stand in drei Spielzeiten in 50 Liga 1-, 18 UEFA-Pokal- (unter anderem 2005 beim 0:0 in Berlin gegen Hertha BSC) und vier Champions-League-Begegnungen zwischen den Pfosten. Zweimal wurde er rumänischer Meister. 2006 ging er wieder in die russische Premjer-Liga zu Tom Tomsk; von dort zog es ihn wieder nach Deutschland. Er unterzeichnete im Januar 2008 beim FC Carl Zeiss Jena einen Vertrag bis zum 30. Juni 2009, der für die 3. Liga nicht gültig ist. Da Chamutouski mit Jena abstieg, konnte er ablösefrei wechseln. Noch im Mai 2008 unterschrieb der Belarusse beim FC Augsburg einen Vertrag bis zum 30. Juni 2010. Dieser Vertrag wurde nicht verlängert und so wechselte er 2010 zum ukrainischen Club Tavria Simferopol. Anfang des Jahres 2011 verließ er den Verein zum russischen Erstligisten Amkar Perm.
Anfang 2012 verpflichte der rumänische Erstligist Petrolul Ploiești Chamutouski. War er dort zunächst noch Stammkraft, kam er in der Saison 2012/13 als Nummer zwei hinter Mircea Bornescu kaum noch zum Einsatz. Im Pokalfinale 2013 hütete er das Tor und gewann mit seinem Team den Titel. Im Juli 2013 verließ er Petrolul und kehrte zu Torpedo Schodsina in sein Heimatland zurück. Mit Torpedo verpasste er in den folgenden beiden Spielzeiten knapp die Qualifikation zur Europa League. Anfang 2015 wechselte er zu Ligakonkurrent FK Dinamo Minsk. Dort endete im Sommer 2016 auch seine aktive Karriere im Alter von 36 Jahren.

## Nationalmannschaft
Seit 2003 spielt Chamutouski für die belarussische Nationalmannschaft. Am 13. Oktober 2007 stand er als Einwechselspieler im Tor, als Belarus in der EM-Qualifikation in der Nachspielzeit 0:1 gegen Luxemburg verlor. Ein Kopfball von Fons Leweck war ihm durch die Hände gerutscht. Bis Ende Mai 2008 stehen 18 Einsätze in der Startaufstellung von Belarus in seiner Statistik.

## Erfolge
- Rumänischer Meister: 2005
- Rumänischer Pokalsieger: 2013
- Belarussischer Meister: 1999